# 28147 Colbath
28147 Colbath è un asteroide della fascia principale. Scoperto nel 1998, presenta un'orbita caratterizzata da un semiasse maggiore pari a 2,3688763 au e da un'eccentricità di 0,0876980, inclinata di 4,22101° rispetto all'eclittica.